# Гута-Стара (гміна Беліни)
Гута-Стара (пол. Huta Stara) — село в Польщі, у гміні Беліни Келецького повіту Свентокшиського воєводства.
Населення — 387 осіб (2011).
У 1975-1998 роках село належало до Келецького воєводства.

## Демографія
Демографічна структура на день 31 березня 2011 року:
|          | Загалом | Допрацездатний вік | Працездатний вік | Постпрацездатний вік |
| -------- | ------- | ------------------ | ---------------- | -------------------- |
| Чоловіки | 199     | 55                 | 128              | 16                   |
| Жінки    | 188     | 40                 | 112              | 36                   |
| Разом    | 387     | 95                 | 240              | 52                   |